# نثنائيل بن أشعيا
نثنائيل بن أشعيا حاخام يهودي يمني، معلق على الكتاب المقدس، وشاعر من القرن الرابع عشر.